# 湖邪尸逐侯鞮単于
湖邪尸逐侯鞮単于（こしゃしちくこうていぜんう、ピンイン：Húxiéshīzhúhóudīchányú, ? - 85年）は、中国後漢時代の南匈奴の単于。醢落尸逐鞮単于の子、醢僮尸逐侯鞮単于の弟。湖邪尸逐侯鞮単于というのは称号で、姓は虚連題氏、名は長という。去特若尸逐就単于の父。

## 生涯
醢落尸逐鞮単于の子として生まれる。
永平6年（63年）、従兄の丘除車林鞮単于が在位数か月で薨去したため、長が湖邪尸逐侯鞮単于として即位した。このころ北匈奴はなお盛んで、しばしば辺境を荒らし、漢の朝廷は憂慮していた。そこで北単于は通商を希望し、使者をよこして和親を求め、明帝は北匈奴が通交すれば侵寇しないだろうと期待してこれを許した。
永平8年（65年）、越騎司馬の鄭衆を北に派遣してこの旨を返答させたところ、南匈奴の須卜骨都侯らは漢が北匈奴と使者を取り交わしていることを知り、疑惑を持ち、漢から離反しようと考え、ひそかに北匈奴へ使者を出して、自分たちを迎えてくれるように申し入れた。鄭衆は長城を出ると異変を感じ、偵察したところ、須卜骨都侯の使者を捕らえた。鄭衆は上奏し、さらに大将を置いて南北匈奴間の交通を防止すべきであると云った。これによって朝廷は度遼営を創設し、使匈奴中郎将の呉棠を度遼将軍も兼ねた行度遼将軍とし、副校尉の来苗・左校尉の閻章・右校尉の張国らは黎陽の虎牙営の士を率いて五原郡の曼柏に駐屯させた。また、騎都尉の秦彭を派遣して美稷に駐屯させた。その年の秋、北匈奴は2千騎を派遣して朔方郡をうかがい馬革船を作り、黄河を渡って南匈奴の離反者を迎えようとしたが、漢に防備があったので引き揚げた。その後もしばしば辺境の諸郡に侵入略奪し、城邑を焼き、人民を殺したり捕獲したりすることが甚だ多く、黄河以西の城では昼も門を閉じねばならない有様で、帝はこれを憂慮した。
永平16年（73年）、朝廷は大いに縁辺の兵を発して、諸将を派遣して四道より長城を出て北匈奴を北征させた。南単于長は左賢王の信を派遣して太僕の祭肜および呉棠に随従させ、朔方郡の高闕から出て、涿邪山にて皋林温禺犢王を攻めた。北匈奴は漢軍が来ると聞くと沙漠を渡って逃げ去った。
建初元年（76年）、皋林温禺犢王はまた衆を率いて涿邪山に還去していた。単于長はこれを漢に知らせたので、漢軍は烏桓兵を率いてこれを撃った。この年、南匈奴で蝗害がひどく、大飢饉となったので、章帝はその貧民3万余人に食料を支給した。
元和元年（84年）、北匈奴が漢の吏民と交易したいと申し出たので、武威太守の孟雲はこのことを上言し、許可が出たので、駅使を派遣した。そこで北単于も大且渠の伊莫訾王らを派遣し、漢の商人らと交易させた。諸王や大人（たいじん：部族長）のなかにも交易にやってくるものがあり、もよりの各郡県では、それらのために官邸を設け、賞賜を与えて優遇した。南単于はこれを聞くと軽騎を派遣し、上郡から出て、途中で彼らを阻止し、生け捕りにして牛馬を奪い取り、それらを駆りたてて長城内に戻った。
元和2年（85年）1月、北匈奴の大人（たいじん：部族長）の車利・涿兵らが逃げてきたが、長城内に入ったものは、73群であった。このとき北匈奴は衰弱し、隷族部族らも離反して、南は南匈奴に攻められ、北は丁零に荒らされ、東は鮮卑に撃たれ、西は西域の諸族に侵攻され、もはや自立しがたくなり、遠くへ移動し去った。この年、湖邪尸逐侯鞮単于長は薨去し、従弟の宣（伊屠於閭鞮単于）が立った。

## 参考資料
- 『後漢書』（南匈奴列伝）